# Трителлурид плутония
Трителлурид плутония — бинарное неорганическое соединение
плутония и теллура
с формулой PuTe3,
чёрные кристаллы,
не растворяется в воде.

## Получение
- Нагревание в вакууме тригидрида плутония с избытком теллура [1]:

{\displaystyle {\mathsf {2PuH_{3}+6Te\ {\xrightarrow {350^{o}C}}\ 2PuTe_{3}+3H_{2}}}}

## Физические свойства
Трителлурид плутония образует чёрные кристаллы
тетрагональной сингонии,

параметры ячейки a = 0,4338 нм, c = 2,566 нм, Z = 4.
В работе  утверждается, что ячейка псевдотетрагональная
ромбической сингонии,
пространственная группа B mmb,
параметры ячейки a = 0,4338 нм, b = 0,4338 нм, c = 2,560 нм, Z = 4.
Не растворяется в воде.

## Химические свойства
- Трителлурид плутония разлагается при нагревании:

{\displaystyle {\mathsf {PuTe_{3}\ {\xrightarrow {400^{o}C}}\ PuTe_{2-x}+(x+1)Te}}}
{\displaystyle {\mathsf {2PuTe_{3}\ {\xrightarrow {700^{o}C}}\ Pu_{2}Te_{3}+3Te}}}